# Corrección gamma

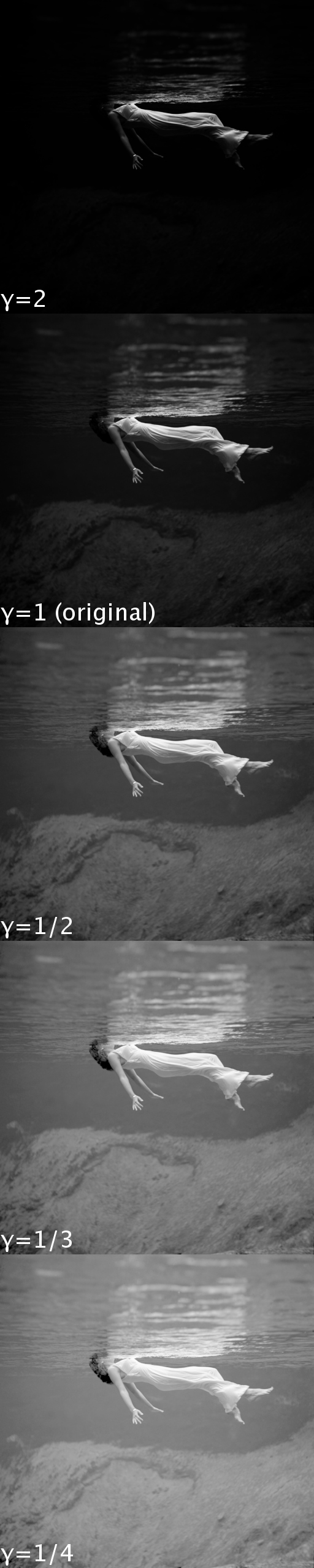
El efecto de la corrección gamma de una imagen: la imagen original se tomó a varias potencias, mostrando como potencias superiores a la unidad producen sombras más oscuras, mientras que potencias inferiores que la unidad hacen que las zonas oscuras sean más claras.

La corrección gamma, no-linealidad gamma, codificación gamma, o simplemente gamma, es como se denomina cierta operación no lineal que se usa para codificar y decodificar luminancia o valores triestimulos en sistemas de video o imagen. La corrección gamma es, en su forma más sencilla, definida por la siguiente ley de potencias:
{\displaystyle V_{\text{out}}=A{V_{\text{in}}}^{\gamma }}
donde {\displaystyle A} es una constante y las entradas y salidas son valores reales no negativos; en el caso común de {\displaystyle A=1}, las entradas y salidas caen típicamente en el rango 0-1. Un valor gamma γ < 1 a veces se denomina gamma de codificación, y el proceso de codificar con esta compresión no lineal basada en una ley de potencias se llama compresión gamma; a la inversa un valor gamma γ > 1 se llama gamma de decodificación y la aplicación de la ley de potencias expansiva se llama expansión gamma.

## Explicación
La codificación gamma de imágenes es necesaria para compensar ciertas propiedades de la visión humana, con el fin de maximizar el ancho de banda en bits relativo a cómo el ser humano percibe la luz y el color. La visión humana bajo condiciones habituales de iluminación (ni completamente oscuro ni cegadoramente brillante) sigue aproximadamente una función de potencia tipo gamma. Si las imágenes no están codificadas con gamma entonces se dedican demasiados bits o demasiado ancho de banda a los valores más brillantes de la imagen que el ser humano no es capaz de diferenciar, y muy pocos bits o ancho de banda a valores más oscuros a los que es más sensibles y que requieren más bits para la misma calidad visual. La codificación gamma de imágenes en punto flotante no es necesaria (y puede ser contraproducente) porque un formato en punto flotante ya proporciona codificación pseudo-logarítmica.
Un error común es pensar que la codificación gamma se desarrolló para compensar las características de entrada y salida del tubo de rayos catódicos (CRT por sus siglas en inglés). En las pantallas CRT la corriente de electrones, y en consecuencia la intensidad de la luz, varía de forma no lineal con relación al voltaje aplicado. Modificar la señal de entrada mediante compresión gamma puede cancelar esta no linealidad para que la imagen de salida tenga la luminancia deseada. Sin embargo, el gamma del dispositivo de visualización no es factor en la codificación gamma de imágenes y vídeo — necesitan codificación gamma para maximizar la calidad visual de la señal, independientemente del gamma del dispositivo de visualización. La similitud entre la física de los tubos de rayos catódicos con la inversa de la función gamma necesaria para transmitir vídeo es una combinación de suerte e ingeniería que simplificó los circuitos electrónicos en las primeras televisiones.[cita requerida]

## En fotografía
Cuando una película fotográfica se expone a la luz, el resultado de la exposición se puede representar en una gráfica que muestra el logaritmo de la exposición en el eje de abscisas y la densidad (o el logaritmo de la transmitancia) en el eje de ordenadas. Estas curvas se conocen como curvas Hurter–Driffield. Puesto que ambos ejes usan unidades logarítmicas, la pendiente de la sección lineal de la curva se denomina el exponente gamma de la película. Las películas en negativo suelen tener una gamma inferior a uno; las películas en positivo (diapositivas) típicamente tiene un gamma superior a uno.
La película fotográfica tiene mucha mayor capacidad de registrar ligeras diferencias en tonalidad de las que se pueden reproducir en papel fotográfico. Similarmente, la mayoría de las pantallas de video no son capaces de visualizar el rango de luminosidades (rango dinámico) que se puede capturar con una cámara digital típica.
Por este motivo se ha invertido un esfuerzo artístico considerable en elegir qué parte reducida del original debe mostrarse. La corrección gamma, o selección de contraste, es parte del repertorio fotográfico que se usa para ajustar la imagen reproducida.
Análogamente las cámaras digitales registran luz usando sensores electrónicos que normalmente tienen respuestas lineales. En el proceso de representar los valores originales lineales en forma de RGB convencional (por ejemplo, para almacenarlos en formato JPEG) se realizan transformaciones del espacio de color y otras operaciones. 
En particular, casi todos los espacios estándar RGB y formatos de ficheros usan una codificación no lineal (una compresión gamma) de las intensidades deseadas de los colores primarios; además, la reproducción deseada esta casi siempre relacionada de forma no lineal -a causa del mapeo de tonos- con las intensidades medidas en la escena.